# 52975 Cyllarus
52.975 Cyllarus /ˈsɪlərəs/, tạm thời định danh là 1998 TF35 là một hành tinh vi hình quay quanh Mặt trời thuộc vùng ngoài Hệ Mặt Trời. Nó được phát hiện vào ngày 12 tháng 10 năm 1998, bởi nhà thiên văn học người Mỹ Nichole Danzl tại Đài thiên văn quốc gia Kitt Peak gần Sells, Arizona, Hoa Kỳ. Sau này nó được đặt theo tên của sinh vật thần thoại Cyllarus.

## Quỹ đạo và phân loại
Cyllarus quay quanh Mặt trời trong vành đai chính bên ngoài ở khoảng cách 16.3.   AU cứ sau 133 năm và 5 tháng một lần (48.739 ngày). Quỹ đạo của nó có độ lệch tâm là 0,38 và độ nghiêng 13 ° so với đường hoàng đạo. Cyllarus đạt được điểm cận nhật vào tháng 9 năm 1989. Vòng cung quan sát của thiên thể bắt đầu bằng quan sát khám phá chính thức của nó tại Kitt Peak, vì không có nghiên cứu trước đó nào được thực hiện, và không có nhận dạng trước được thực hiện.

## Tính chất vật lý
Vào tháng 11 năm 2009, Mike Brown và nhóm của ông sử dụng kính viễn vọng Keck đã thu được phổ Cyllarus (cấp sao biểu kiến 23), mang lại cho nó "kỷ lục về phổ mờ nhất của vật thể vành đai Kuiper".  
Kể từ năm 2017, không có đường con ánh sáng quay nào được thu thập từ các quan sát trắc quang. Chu kỳ và hình dạng quay của thiên thể, cũng như loại quang phổ của nó vẫn chưa được biết.
Dựa trên sự chuyển đổi chung từ cường độ sang đường kính, Cyllarus đo đường kính khoảng 70 km, giả sử suất phản chiếu điển hình là 0,07 cho một hành tinh vi hình. Nó có cấp sao tuyệt đối là 9,4.

## Đặt tên
Hành tinh nhỏ này được đặt tên theo Cyllarus, một nhân mã của thần thoại Hy Lạp. Các trích dẫn đặt tên đã được phê duyệt đã được xuất bản vào ngày 14 tháng 6 năm 2003.